# 성금요일
성금요일(聖金曜日)은 예수의 십자가형과 골고다(갈보리)에서의 죽음을 기리는 기독교의 기념일이다. 부활절 3일 전례(Paschal Triduum)의 일부로 고난주간 중에 지켜진다.
가톨릭, 동방 정교회, 루터교, 성공회, 감리교, 오리엔트 정교회, 연합교회, 그리고 일부 개혁교회(대륙 개혁교회, 장로교, 회중교회 등 포함)에 속한 많은 기독교 신자들은 성금요일을 금식과 예배로 기념한다. 가톨릭, 루터교, 성공회, 감리교 교회에서는 성경에 기록된 예수의 십자가 위 죽음 직전까지 세 시간 동안 땅에 어둠이 덮였던 시간인 정오부터 오후 3시까지 주님 수난 예식이 진행되기도 한다. 모라비아 형제회의 신자들은 이날 공동묘지에서 묘비를 청소하는 전통을 갖고 있다.
성금요일의 날짜는 그레고리력과 율리우스력 모두에서 매년 달라지며, 동방교회와 서방교회는 부활절 날짜 산정 방식이 다르기 때문에 성금요일의 날짜도 일치하지 않는다. 성금요일은 세계 여러 나라에서 법정 공휴일로 지정되어 있으며, 독일과 같은 일부 기독교 중심 국가에서는 이날의 엄숙한 성격을 기리기 위해 공개적인 춤이나 경마와 같은 특정 행위를 법적으로 금지하기도 한다.

## 성경
복음서에 따르면, 예수는 제자 유다 이스카리옷의 안내를 받은 로마 병사들에 의해 겟세마네 동산에서 체포되었다. 유다는 예수를 배신한 대가로 은화 서른 개를 받았으며, 자신이 입맞추는 사람이 바로 체포해야 할 대상이라고 병사들에게 알려주었다. 예수는 체포된 후 대제사장 가야바의 장인이자 전직 대제사장인 안나스의 집으로 끌려가 심문을 받았으나, 별다른 성과 없이 가야바에게 넘겨졌다. 그곳에는 유대인의 종교 재판 기구인 산헤드린이 모여 있었다.
예수에 대한 증언이 여러 증인에 의해 제시되었으나, 예수는 이에 아무런 대답도 하지 않았다. 결국 대제사장이 “살아 계신 하나님을 두고 명하노니, 네가 하나님의 아들 그리스도냐?”라고 엄숙하게 묻자, 예수는 “네가 말하였도다. 그러나 내가 너희에게 이르노니, 이후 너희가 인자가 전능하신 이의 오른편에 앉아 있고, 하늘 구름을 타고 오는 것을 보게 될 것이다”라고 대답하였다. 이에 대제사장은 예수가 신성을 모독했다고 선언하였고, 산헤드린은 이에 동의하며 사형을 선고하였다. 그 사이, 바깥뜰에 있던 베드로는 예수가 예언한 대로 세 번이나 예수를 모른다고 부인하였다.
다음 날 아침, 산헤드린은 예수를 국가를 선동하고, 황제(가이사)에게 세금을 바치는 것을 반대하며, 자신을 왕이라 칭했다는 혐의로 로마 총독 폰티우스 필라투스(본디오 빌라도)에게 넘겼다. 필라투스는 유대 지도자들에게 자신들의 율법에 따라 재판하라고 권하였지만, 유대인들은 로마 법에 따라 사형을 집행할 권한이 자신들에게 없다고 응답하였다.
빌라도는 예수를 신문한 뒤, 그에게 사형을 선고할 근거가 없다고 무리에게 알렸다. 예수가 갈릴래아 출신이라는 사실을 알게 된 빌라도는 마침 유월절을 맞아 예루살렘에 와 있던 갈릴래아의 통치자 헤로데에게 이 사건을 넘겼다. 헤로데도 예수를 신문했으나 아무런 대답을 들을 수 없었고, 다시 빌라도에게 예수를 돌려보냈다. 이에 빌라도는 무리에게 자신과 헤로데 모두 예수에게 죄를 찾지 못했다고 말하며, 그를 채찍질한 후 풀어주겠다고 하였다.
그러나 대제사장들의 선동을 받은 무리는, 반란 중 살인을 저질러 감옥에 갇혀 있던 바라바를 풀어달라고 요구하였다. 빌라도가 예수를 어떻게 해야 하느냐고 묻자, 그들은 “그를 십자가에 못 박으시오!”라고 외쳤다. 그날 아침, 빌라도의 아내는 꿈에서 예수를 보았고, 빌라도에게 “이 의로운 사람에게 아무 상관도 하지 마십시오”라고 경고했었다고 전한다.
빌라도는 예수를 채찍질하고 군중 앞에 데려와 그를 풀어주려 했으나, 대제사장들은 예수가 “자신을 하나님의 아들이라 자칭했다”는 새로운 죄목을 주장하며 사형을 요구하였다. 이에 빌라도는 두려움에 휩싸여 다시 예수를 데려와 그가 어디서 온 것인지, 정말 신의 아들인지 추궁하였다.

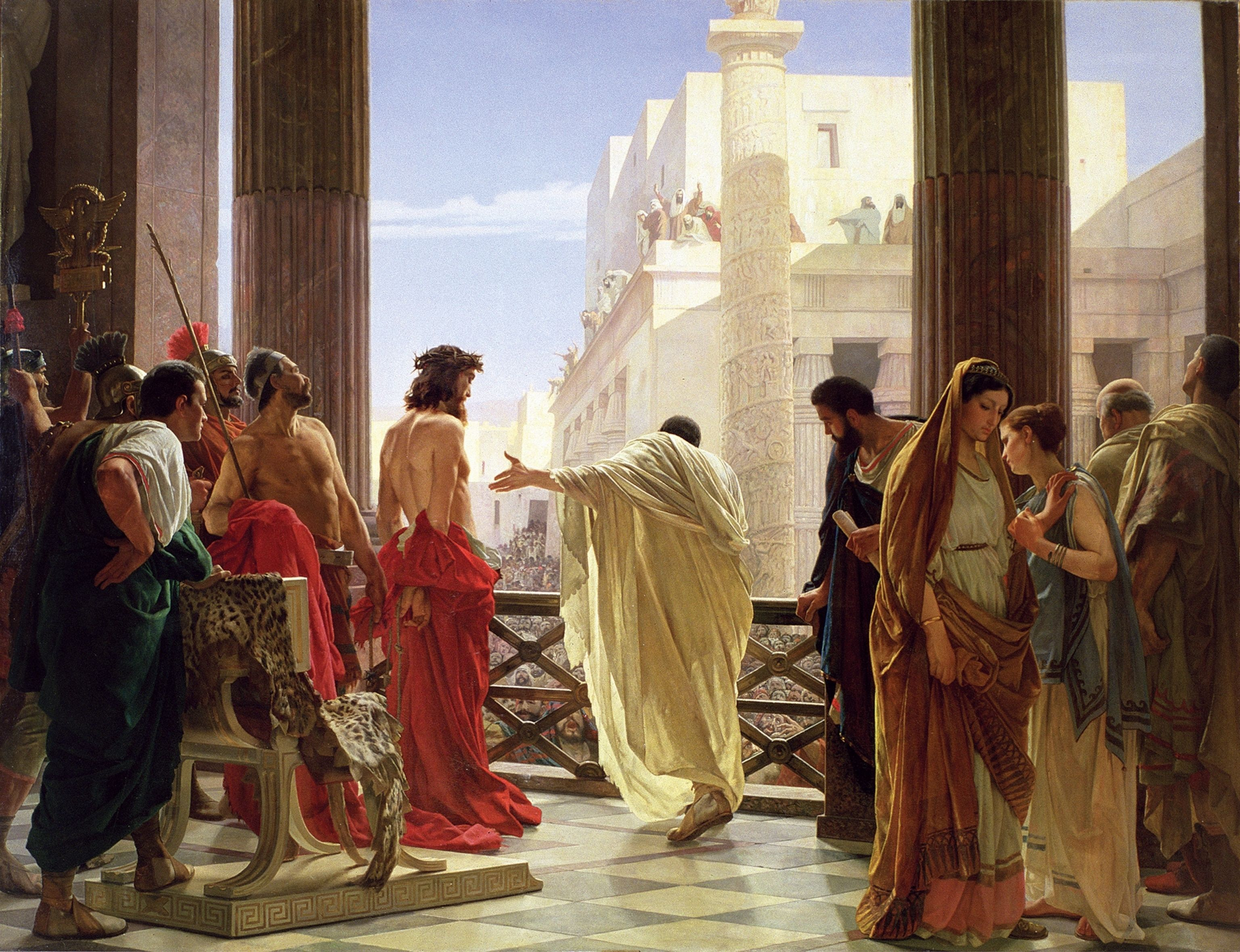
안토이노 치제리가 그린 '에케 호모'. 예수와 필라투스가 나타나있다.

마지막으로 군중 앞에 선 빌라도는 예수가 무죄하다고 선언하고, 물로 손을 씻으며 자신은 이 일에 책임이 없다고 밝혔다. 그럼에도 불구하고, 폭동을 막기 위해 예수를 십자가형에 넘겼다. 그의 죄목으로는 “나사렛 예수, 유대인의 왕”(INRI)이라 씌어졌다. 예수는 자신이 처형될 장소인 ‘해골의 곳’, 히브리어로 ‘골고다’(라틴어로는 ‘갈보리’)까지 십자가를 지고 갔고, 도중에 구레네 사람 시몬이 그를 도왔다. 그곳에서 그는 두 명의 범죄자와 함께 십자가에 못 박혔다.
정오부터 오후 3시까지, 예수는 십자가 위에서 고통을 받았고, 그 시간 동안 온 땅에 어둠이 드리웠다고 전한다. 복음서는 이때 당시 예수가 남긴 말들을 전하는데, 총 일곱 개의 말들이어서 이들을 가상칠언이라고 한다.
예수는 큰 소리로 외친 후 숨을 거두었고, 그 순간 지진이 일어나고 무덤이 열리며 성전의 휘장이 위에서 아래로 찢어졌다. 십자가 처형을 지키던 백인대장은 “참으로 이 사람은 하나님의 아들이었다”라고 말하였다는 기록도 있다.
산헤드린의 일원이자 예수의 은밀한 제자였던 아리마태아 사람 요셉은 예수의 시신을 요청하기 위해 빌라도를 찾아갔다. 또 다른 산헤드린의 일원이자 예수의 숨은 추종자인 니고데모는 약 100리트라(약 75파운드)의 몰약과 침향을 가져와 예수의 시신을 향료와 함께 아마포로 감쌌다. 빌라도는 예수가 실제로 죽었는지 확인하기 위해 백인대장에게 물었고, 한 병사가 예수의 옆구리를 창으로 찌르자 피와 물이 흘러나왔으며, 백인대장은 그가 죽었다고 보고하였다.
요셉은 예수의 시신을 깨끗한 아마포로 싸서 바위에 판 자신의 새 무덤에 모셨다. 그 무덤은 처형장 근처 정원 안에 있었고, 무덤 입구는 큰 돌로 막았다. 이후 그들은 안식일이 시작되었기 때문에 집으로 돌아가 안식하였다.

## 수난 시간
이를 율리우스력으로 환산하면 33년 4월 2일 목요일 ~ 4월 3일 금요일，그레고리력으로는 33년 3월 31일 목요일 ~ 4월 1일 금요일이 된다. 즉 음력 15일로서 보름달(만월)이 뜬 날이었다.

## 기념의식
교회는 이 날 수난일 예배 및 수난의 길 의식을 하며 주의 사랑을 세상에 알린다.
로마 가톨릭교회는 예수님의 수난을 묵상하는 주님 수난 성금요일에 오랜 전통에 따라 성찬 전례를 거행하지 않고, 말씀 전례와 십자가 경배, 영성체 예식만 거행한다. 제대는 십자가도, 촛대도, 제대포도 없이 벗겨 둔다. 사목의 이유로 좀 더 늦게 할 수도 있지만 오후 3시쯤에 주님 수난 예식을 거행한다. 이날 영성체는 예식 중에만 하지만, 병자영성체는 아무 때나 할 수 있다.

## 같이 보기
- 성목요일
- 성토요일
- 고난주간